# Marie Kučerová (1900)
Marie Kučerová, roz. Sedláková (23. listopadu 1900 Plzeň – 24. října 1942 koncentrační tábor Mauthausen) byla plzeňská podporovatelka výsadků Anthropoid, Silver A a Out Distance v rámci operace Canonbury.

## Život
Marie Kučerová se narodila 23. listopadu 1900 v Plzni do rodiny Josefa Sedláka a Františky Sedlákové, rozené Machovcové. Byla vyučená dámská krejčová. Dne 6. dubna 1922 se v arciděkanském kostele v Plzni vdala za Vojtěcha Kučeru a 15. června 1923 se manželům narodila dcera Věra Kučerová. Byla členkou plzeňského Sokola. Rodina Kučerových bydlela v přízemním bytě v Plzni v Resslově ulici 220/4.

### Odboj a pomoc parašutistům
Marie Kučerová se spolu se svým manželem zapojila do odbojového hnutí již v roce 1939. Její bratr Josef Sedlák (* 12. prosince 1898) s pomocí jejího manžela odvážel a ukrýval zbraně z plzeňských kasáren. Vojtěch Kučera byl napojen na protinacistickou organizaci Obrana národa (ON), na Ústřední vedení odboje domácího (ÚVOD) a plzeňskou odbojovou skupinu "Vašek-Čeněk", byl blízkým spolupracovníkem vrchního kriminálního inspektora Václava Krále, policejního inspektora Jana Bejbla a starosty obce Radobyčice Karla Baxy. Rodina Kučerových se rovněž znala s Aloisií Hrdličkovou a rodinou Marie Moravcové z Prahy.
Marie Kučerová s rodinou pomáhala při přípravách operace Canonbury. Během dubna 1942 poskytli Kučerovi ubytování parašutistům Janu Kubišovi, Adolfu Opálkovi, Josefu Valčíkovi a Karlu Čurdovi. Dcera Věra doprovázela se svou kamarádkou Marií Žilanovou parašutisty po městě a účastnila se průzkumu terénu pro rozdělání signálních ohňů.
Po nezdaru celé operace se parašutisté přesunuli zpět do Prahy, kde 27. května 1942 Gabčík s Kubišem provedli útok na Reinharda Heydricha.

## Zatčení, smrt
Po zradě Karla Čurdy 16. června 1942 začalo gestapo postupně zatýkat spolupracovníky a podporovatele parašutistů. Marie Kučerová s manželem a dcerou byli zatčeni již 17. června 1942. Z policejní vazby v Praze byli převezeni do Malé pevnosti Terezín a v nepřítomnosti dne 29. září 1942 odsouzeni stanným soudem k trestu smrti. Dne 22. října 1942 je čekal transport do koncentračního tábora Mauthausen, kde byli dne 24. října 1942 popraveni zastřelením společně s desítkami dalších českých odbojářů a jejich rodinných příslušníků.

## Připomínka
- Její jméno (Kučerová Marie roz. Sedláková * 23. 11. 1900), jméno jejího manžela (Kučera Vojtěch * 23. 12. 1891) a dcery (Kučerová Věra * 15. 6. 1923) je uvedeno na pomníku při pravoslavném chrámu svatého Cyrila a Metoděje (adresa: Praha 2, Resslova 9a). Pomník byl odhalen 26. ledna 2011 a je součástí Národního památníku obětí heydrichiády.[7][8]
- Její jméno, jméno manžela a dcery jsou uvedena na pamětní desce v Plzni, Resslova 202/4. Na desce je nápis: "V tomto domě žili obětaví členové odboje manželé Marie KUČEROVÁ, Vojtěch KUČERA a dcera Věra KUČEROVÁ. Poskytli pomoc výsadkům ANTHROPOID, SILVER A a OUT DISTANCE při operaci CANONBURY. Popraveni nacisty 24.10.1942 v Mauthausenu".[9]

## Galerie

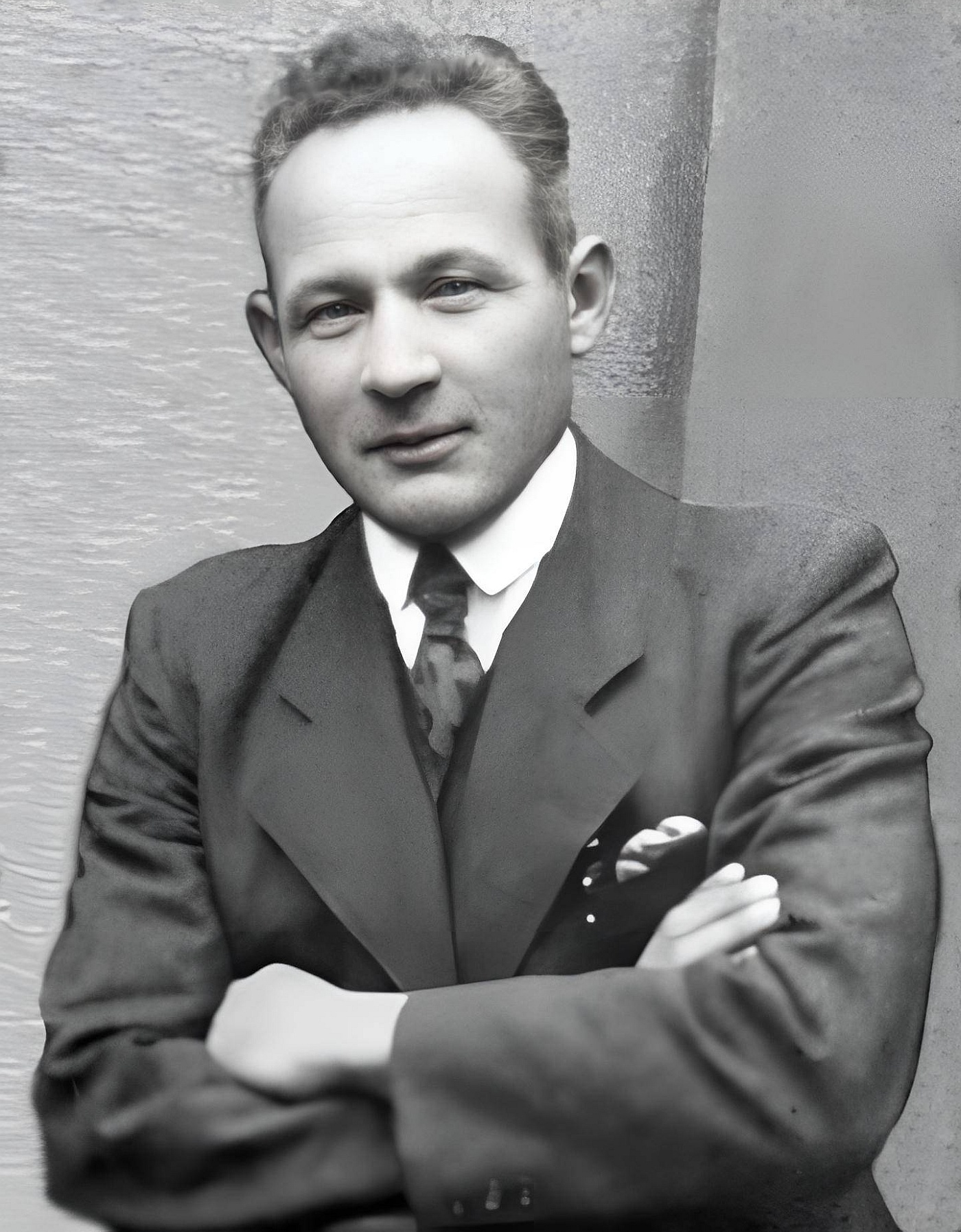
Manžel Vojtěch Kučera
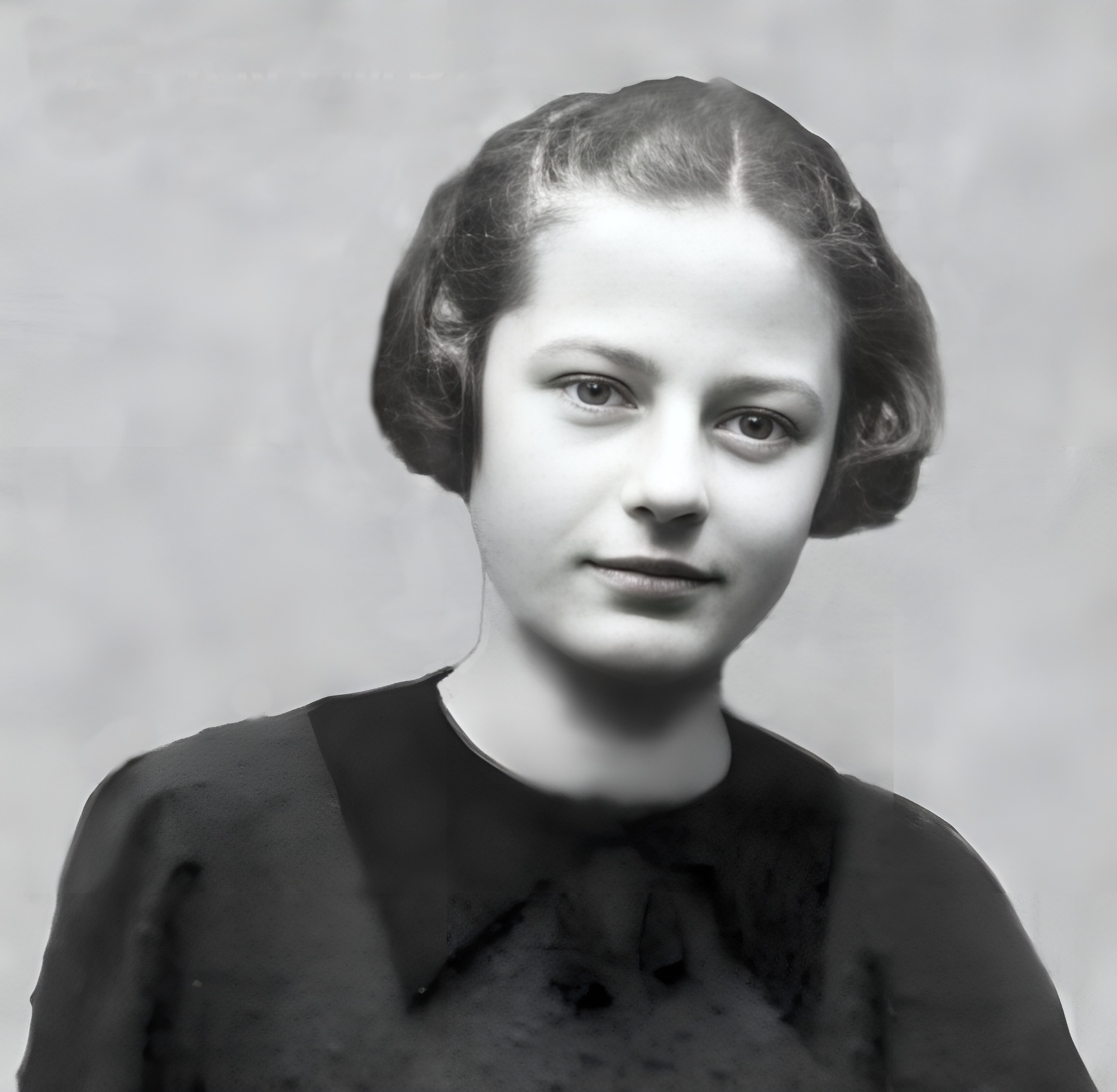
Dcera Věra Kučerová
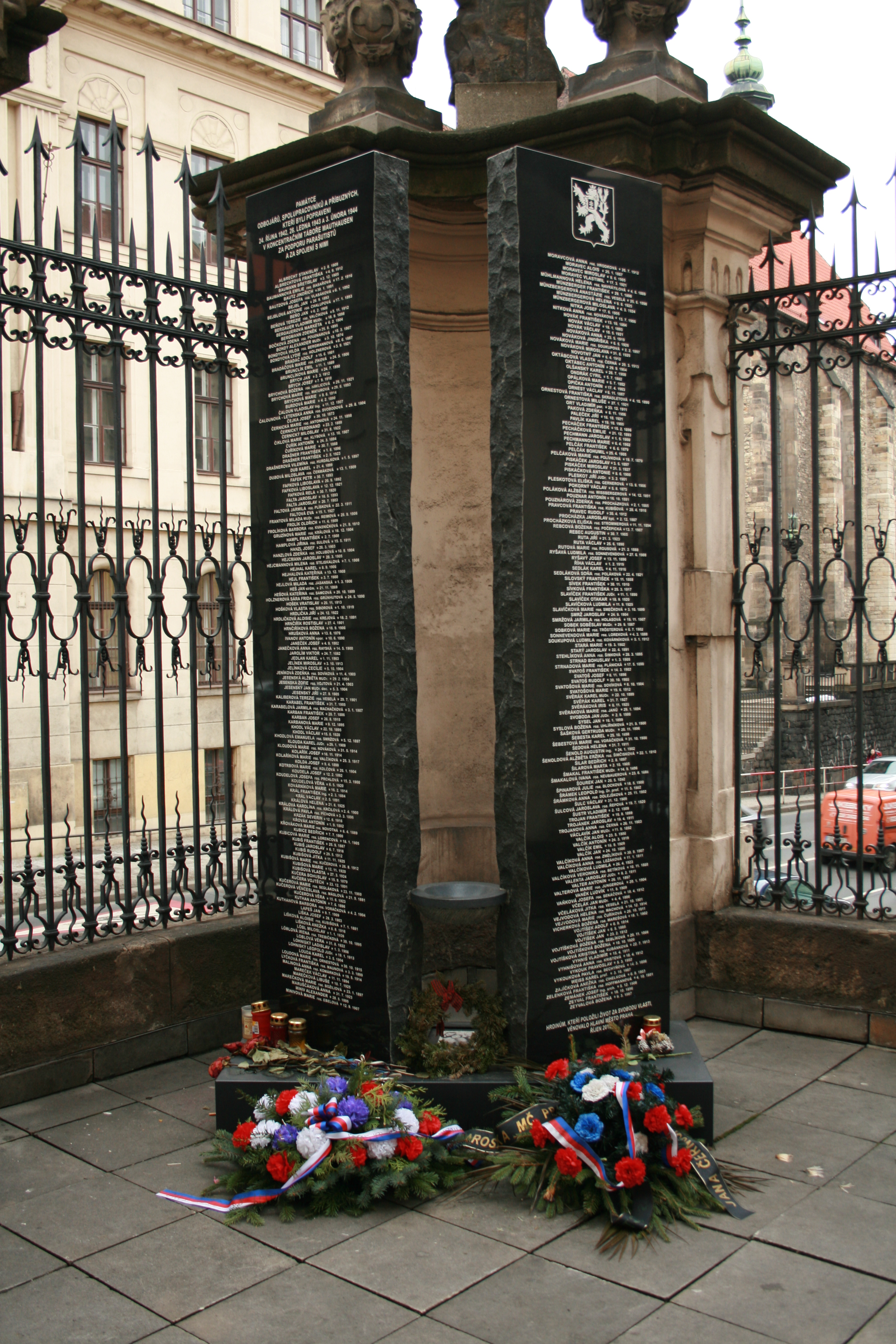
Pomník spolupracovníků parašutistů a jejich rodinných příslušníků na terase kostela sv. Cyrila a Metoděje v Resslově ulici v Praze
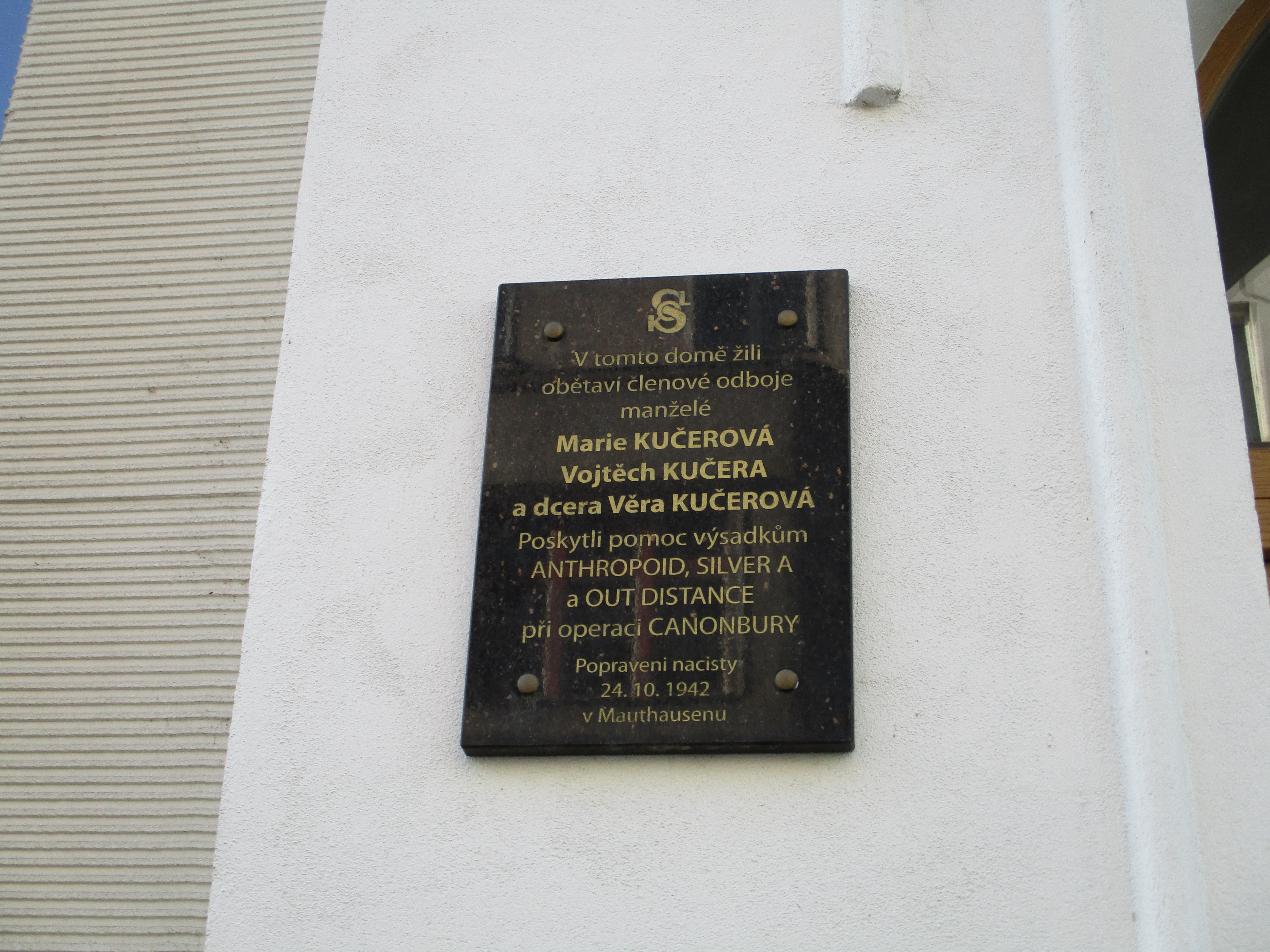
Pamětní deska na domě, kde Kučerovi bydleli – Resslova 202/4, Plzeň